# Koronavirové infekce ptáků

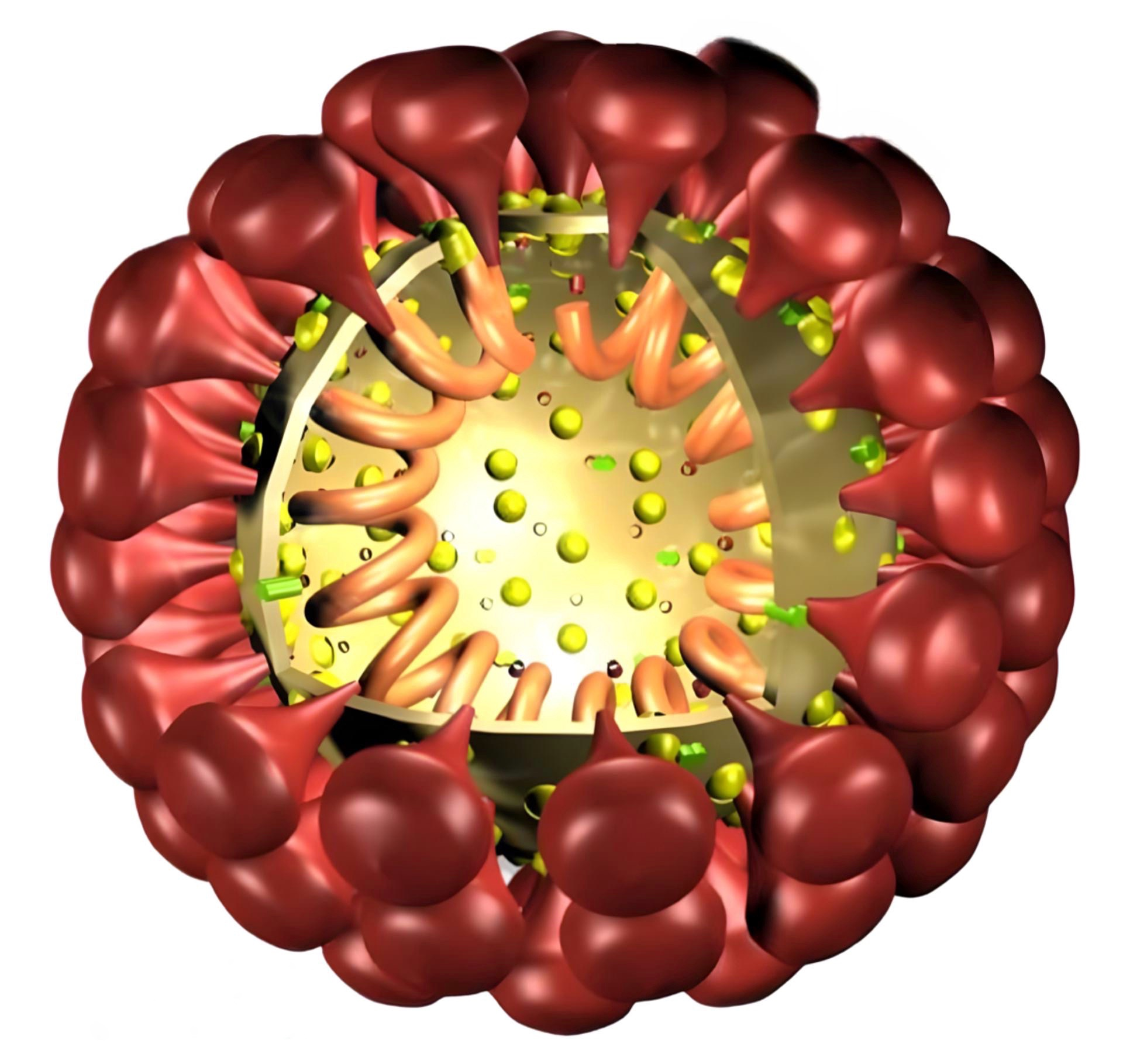
Model koronaviru

Koronavirové infekce ptáků jsou onemocnění způsobované koronaviry. Ty se vyznačují charakteristickým uspořádáním povrchových struktur lipidového obalu virionu ve tvaru sluneční korony. Dosahují velikosti 80-120 nm, genom obsahuje jednovláknovou RNA. Jsou termolabilní, vnímavé na tuková rozpouštědla. Ve vnějším prostředí rychle ztrácejí svoji infekčnost a běžně používané dezinfekční prostředky je většinou spolehlivě ničí.
U člověka i různých zvířecích druhů byly izolovány rozličné skupiny i sérotypy koronavirů patřící do rodu Coronavirus. Jejich společnou vlastností je afinita k epiteliálním buňkám horních cest dýchacích, trávicího a močopohlavního traktu. Některé koronaviry vlastní hemaglutinin, který v případě viru infekční bronchitidy drůbeže je prokazatelný až po enzymatickém opracování.
Z hospodářsky významných onemocnění u drůbeže jsou koronaviry původci  infekční bronchitidy drůbeže a  koronavirové enteritidy krůt. Koronavirová enteritida byla diagnostikována i u mladých pštrosů v  Jihoafrické republice v souvislosti s tzv. syndromem bledých kuřat. Etiologický význam většinou jen elektronmikroskopického průkazu koronavirů v trusu nebo střevním obsahu u průjmujících ptáků není zatím jasný. Koronaviry sérologicky odlišné od viru IB byly izolovány u bažantů,  perliček, Psittaciformes, holubů a japonských křepelek.